# Haaken Hasberg Gran
Haaken Hasberg Gran (17 de abril de 1870-2 de junio de 1955) fue un botánico, planctólogo, y algólogo noruego. Se especializó en biología marina, y trabajó en la Universidad de Oslo toda su carrera.

## Biografía
Era oriundo de Tønsberg. Su padre era capitán de la marina August Kriegsmann Gran (1844-1895) y su esposa Agnes Hasberg (1946-28). Era nieto paterno del político Jens Gran, sobrino del empresario Jens Gran, Jr., primo hermano del aviador Tryggve Gran y primo segundo del escritor Gerhard Gran. Se casó con Margarita Kristof Holm (1877-1932) en agosto de 1897.

### Carrera
En 1888, finalizó su escuela media examen artium en la Kristiania Cathedral School, y se graduó por la Royal Frederick University con el grado de cand.real. en 1894. En el mismo año fue contratado como asistente de laboratorio en el Jardín Botánico de Tøyen, Oslo. Originalmente estudió ficología con Nordal Wille, aunque desde 1897 trabajó con zoología marina con Johan Hjort, y a la par con el hidrógrafo Fridtjof Nansen.
Gran se concentró especialmente en planctlogía, y tomó el doctorado en 1902 con la tesis  Das Plancton des norwegischen Nordmeeres , a raíz de estudio de campo en el Mar de Noruega. En el mismo año fue uno de los fundadores del Consejo Internacional para la Exploración del Mar. Trabajó como investigador en Bergens Museo 1901 a 1905 y como profesor de botánica y director del Jardín Botánico de la Universidad de Kristiania de 1905 a 1940. publicaciones notables incluyen la lengua alemana  Diatomeen  (1908),  Pelagic Plant Life  (1912) y  Un estudio cuantitativo del fitoplancton en la bahía de Fundy y el Golfo de Maine  (con Trygve Braarud, 1935). Los dos primeros fueron utilizados como obras de referencia en la educación desde hace varias décadas.
Gran también fue cantante de coro, horticultor agudo. Murió en 1955 en Oslo.

## Obra
- 1945. Minner fra Tømte. Con Carl Størmer. Ed. Stiftelsen Tømte Gard, 72 p.

- 1931. Plankton Diatoms of Puget Sound. University of Washington. Puget Sound biological station. Publications 7. Con Ernest Clement Angst. Ed. University Press, 103 p.

- 1896. Kristianiafjordens algeflora: I. Rhodophyceae og Phaeophyceae, v. 1. Skrifter udg. af Vidensk.-Selsk.i Chr:a 1896. 1.Math.-nat. Kl. 56 p.

- 1893. En norsk form af Ectocarpus tomentosoides Farlow. Christiania videnskabs-selskabs forhandlinger 17. Ed. Brøgger, 17 p.

## Honores

### Membresías
- Pte. de la Sociedad noruega de Horticultura 1908-1938
- vicepresidente de la Sociedad noruego-británica para la Amistad 1921 a 1929.
- Academia Noruega de Ciencias y Letras
- Real Academia de las Ciencias de Suecia
- Real Academia Danesa de Ciencias y Letras.
- Grupo Oxford.

### Galardones
- 1938: medalla Alexander Agassiz[2]
- Caballero de la danesa Orden de Dannebrog
- sueca Orden de la Estrella Polar
- turca Orden de Medjidie.[1]

### Eponimia
- La abreviatura «Gran» se emplea para indicar a Haaken Hasberg Gran como autoridad en la descripción y clasificación científica de los vegetales.[3]